# トゥプア・タマセセ・メアッオレ
トゥプア・タマセセ・メアッオレ（サモア語: Tupua Tamasese Mea'ole, 1905年6月3日 - 1963年4月5日）は、西サモア独立国（現在のサモア独立国）のオ・レ・アオ・オ・レ・マーロー（国家元首、在位：1962年1月1日 - 1963年4月5日）。大英帝国勲章のコマンダー爵保持者。

## 生涯
1905年、トゥプア・タマセセであったトゥプア・タマセセ・レアロフィオアッアナ1世の三男として生まれた。トゥプア・タマセセは、現代サモア社会において特別に高い権威を有する4人の大首長（タマ・ア・アイガ）の一人である。19世紀以降のドイツ・イギリス・アメリカの進出に際して、タマセセ一族は、それぞれ外国勢力と結んだ他の大首長とサモアの覇権を争った。1899年のドイツによる植民地支配の確立までには、マリエトア、マタアッファ、トゥマレイリッイファノと並ぶ四大首長の地位を定着させることに成功した。
第一次世界大戦の結果、西サモアはドイツの支配を脱してニュージーランドの委任統治領に移行した。しかし当初のニュージーランドの統治は拙劣で、スペインかぜの流行に際して不適切な検疫で人口の22％を死に至らしめたため、独立運動である第二次マウ運動を誘発することになった。1929年12月28日のニュージーランド軍のサモア人群衆への発砲事件（黒い土曜日事件）によって、トゥプア・タマセセだった兄のトゥプア・タマセセ・レアロフィオアッアナ3世が死亡したため、メアッオレがトゥプア・タマセセの称号を継承した。その後、1936年の労働党政権の成立によりニュージーランドは政策を転換、タマ・ア・アイガの影響力を統治に活用して現地のサモア人と融和をはかる政策に移行し、ニュージーランドから派遣される高等弁務官をタマ・ア・アイガ2名が顧問（ファウトゥア、サモア語: Fautua）として補佐する体制が導入された。1959年には、独立に向けた軟着陸の一環として、国家元首に相当する組織として高等弁務官とタマ・ア・アイガ2名からなる国務会議を設置した。メンバーに選ばれたのは、メアッオレとマリエトア・タヌマフィリ2世の2名であった。また、メアッオレとタヌマフィリ2世の両者は、新憲法の起草と独立の準備を担当する委員会の共同議長にもなっている。
両者の特異な地位は新憲法においても尊重され、新生独立国の国家元首（オ・レ・アオ・オ・レ・マーロー）の地位については、定員1名・選挙制・任期5年という一般規定とは別に、メアッオレとタヌマフィリ2世という特定個人のための特別規定が設けられた。両者は、独立の日と同時に共同で国家元首の地位に就き、死亡・辞任・罷免によりその地位を失うまで終身その地位を保つこととされた。
サモアが西サモア独立国として独立を果たした1962年1月1日、メアッオレは憲法の規定に従ってタヌマフィリ2世と共同でオ・レ・アオ・オ・レ・マーローに就任し、翌1963年4月5日に57歳で死去するまで務めた。タヌマフィリ2世は2007年の死去まで単独で引き続き務めた。
メアッオレの死後、トゥプア・タマセセの称号は甥のトゥプア・タマセセ・レアロフィオアッアナ4世が継承した。1983年にレアロフィオアッアナ4世が死去すると、メアッオレの子息トゥプオラ・トゥフガ・エフィが継承した。